# Liceul Bayport-Blue Point
Bayport-Blue Point High School este un liceu din Bayport, New York, Statele Unite ale Americii. A fost construit inițial în 1927 ca școală elementară și liceu pentru Cartierul Bayport. Face parte din districtul școlar Bayport-Blue Point Union-Free, alături de trei școli elementare (Academy Street, Blue Point și Sylvan Avenue) și o școală gimnazială (James Wilson Young Middle School).
Școala a constat inițial dintr-o singură unitate construită în 1927, cu numeroase completări de-a lungul anilor, una în 1940 și alta în 1960.
În martie 2003, districtul școlar Bayport-Blue Point a aprobat un referendum privind emisiunea de obligațiuni care a facilitat îmbunătățiri semnificative la liceu. În anul școlar 2003-2004, a fost construit un nou auditoriu în colțul de sud-vest al școlii, iar sălile de muzică au fost renovate. În anul școlar 2004-2005, o altă extensie a fost adăugată la colțul de nord-est al școlii, cuprinzând o nouă intrare principală, o cantină extinsă și zece săli de clasă noi. În anul școlar 2005-2006, sala de sport a beneficiat de îmbunătățiri semnificative, incluzând construirea unei săli de sport auxiliare mai noi, dar mai mici, a unor noi săli de forță și a unui hol secundar pentru elevi. Obligațiunile, finalizate la timp pentru anul școlar 2006-2007, au costat 35,5 milioane de dolari și au adăugat aproximativ 4645 de metri pătrați de spațiu suplimentar.
În noiembrie 2015, districtul a aprobat o altă emisiune de obligațiuni în valoare de 30 de milioane de dolari, dintre care 8 milioane de dolari sunt alocate liceului. Printre îmbunătățiri se numără construirea a două noi terenuri de gazon artificial, renovarea clădirii originale din 1927, înlocuirea vestiarelor și restaurarea bordurilor și a zidăriei.
În 2017, școala a fost desemnată Școală Națională Blue Ribbon.

## Persoane notabile
- Gabrielle Petito
- Brian Laundrie

## Mărime
Liceul are aproximativ 750 de elevi și 100 de membri ai personalului, fiind unul dintre liceele mai mici din Long Island.

## Caracteristici notabile
Activitățile extracurriculare includ:
Academic:
- Societatea de Onoare Tri-M (Tri-M Honor Society)
- Societatea Națională de Onoare (National Honor Society)
- Consiliul Elevilor
- Olimpiada de Știință
- SADD (Studenți Împotriva Deciziilor Distructive)
- Interact
- DECA

Non-academic: Echipele de cros și atletism ale școlii au câștigat titluri de campioană la nivel de divizie și de stat. Echipa de baseball a câștigat Campionatul de Stat în 2013 și 2014. Mascota este Fantoma, iar culorile școlii sunt albastru și auriu. În primăvara anului 2017, liceul a primit un teren de joc cu gazon artificial.